# Gahoe-dong
Gahoe-dong (koreanska: 가회동) är en stadsdel i stadsdistriktet Jongno-gu i Sydkoreas huvudstad Seoul. 